# Jardin néolithique
Pour les articles homonymes, voir Jardin (homonymie) et Néolithique.
Un jardin néolithique ou jardin du Néolithique est un type de jardin préhistorique de la période de la révolution néolithique, époque de l'invention de l'agriculture.   

## Histoire

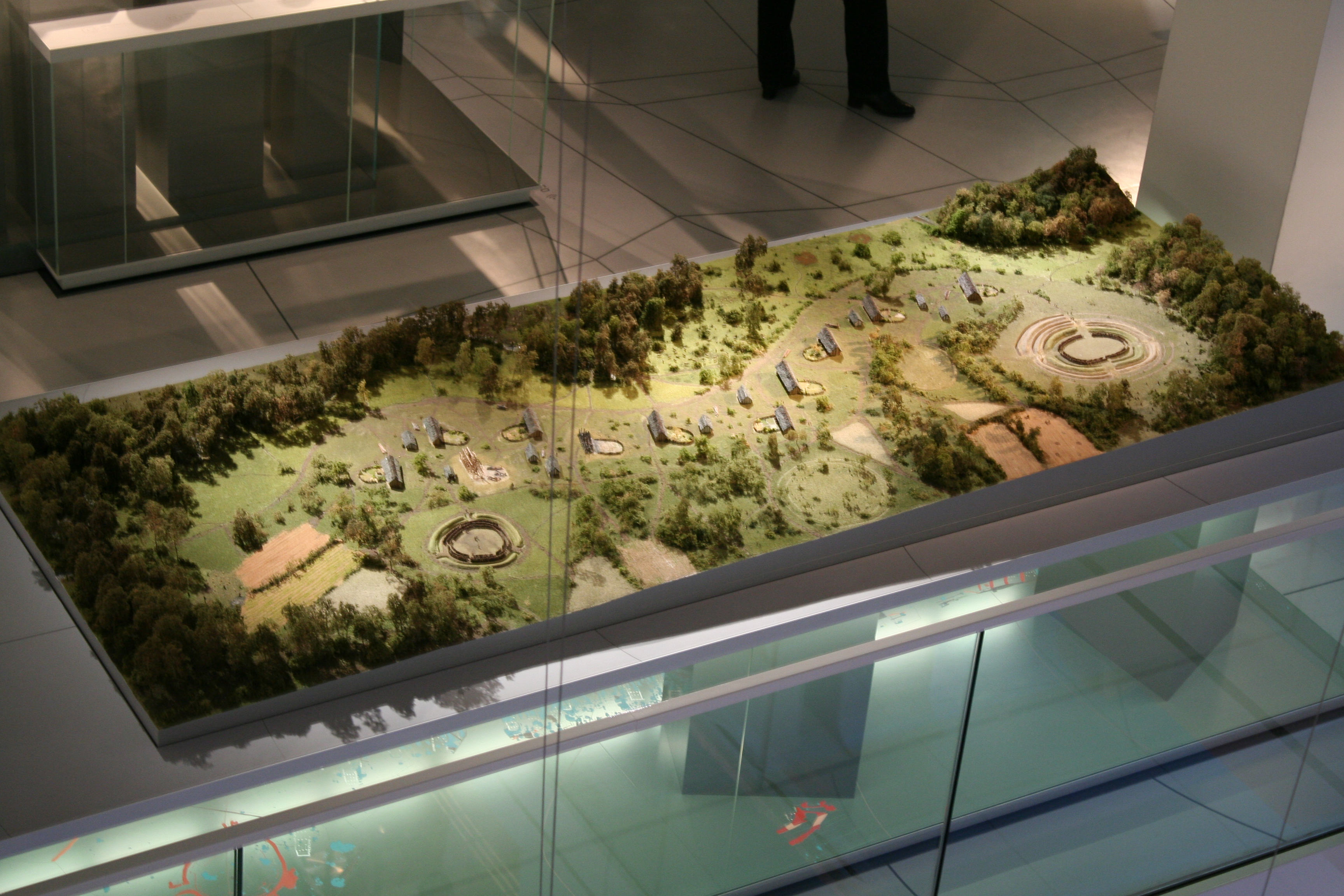
Musée national d'archéologie de Chemnitz (Allemagne)

À la période du néolithique (et subnéolithique) de la préhistoire (suivie des âge du bronze et âge du fer) l'humanité passe progressivement avec le temps d'un régime paléolithique de chasseur-cueilleur nomade du Paléolithique, à celui d'éleveur-cultivateur (il y a environ 10 000 ans avec le croissant fertile des débuts de l'agriculture au Proche-Orient, en environ 7000 à 3000 ans en Europe) en se sédentarisant et en créant des zones de cultures agricoles et des jardins néolithiques autour de leurs zones d'habitations,(ancêtres en Europe des jardins médiévaux).
Bien qu'il reste peu de vestiges et traces archéologiques de ses zones de cultures agricoles très anciennes, quelques tentatives de jardins néolithiques préhistoriques sont reconstitués par des historiens et experts en archéologie et archéobotanique de cette époque. 

Quelques tentatives de reconstitutions de jardins néolithiques archéologiques
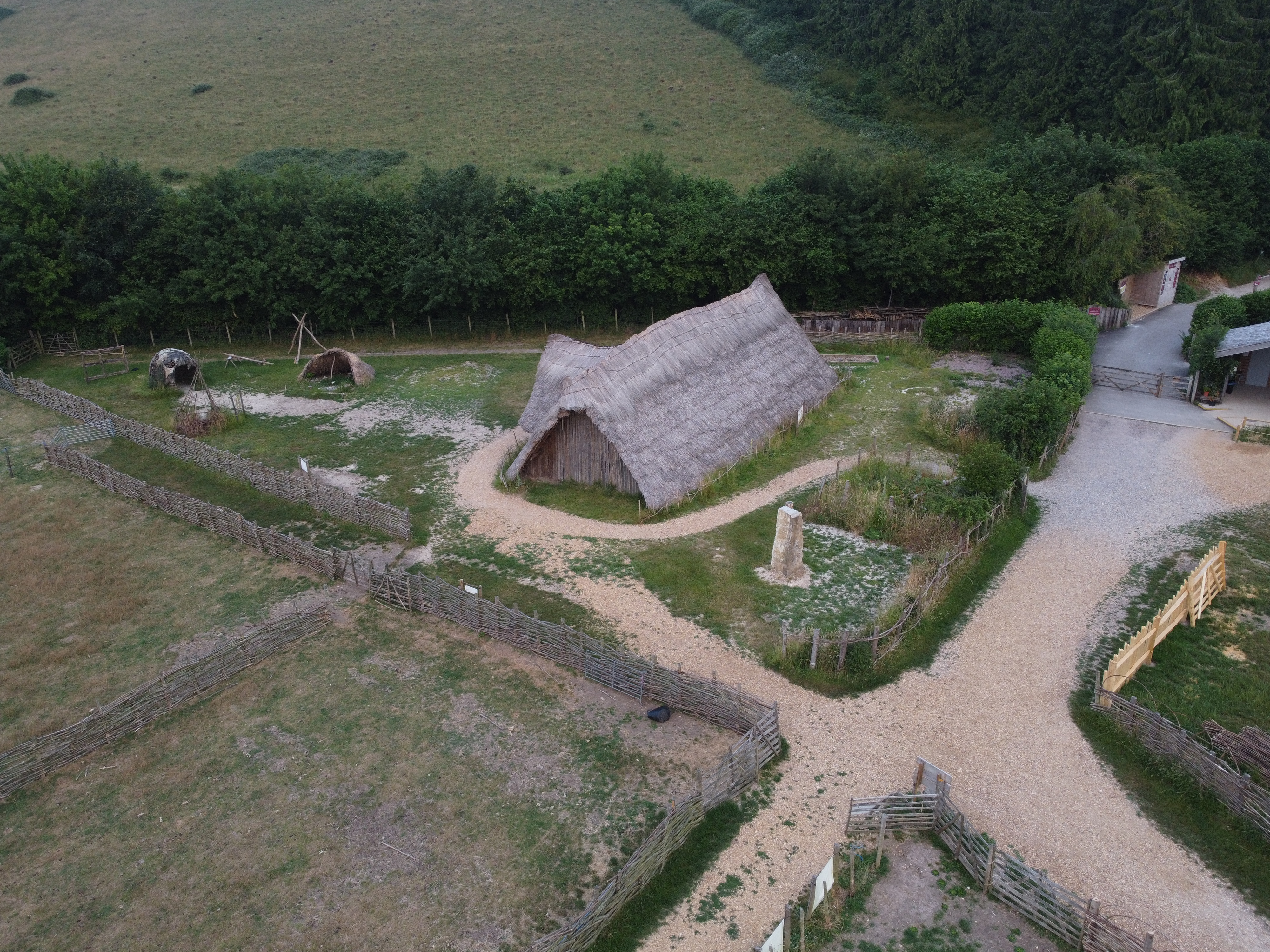
Ancienne ferme de Butser en Grande-Bretagne
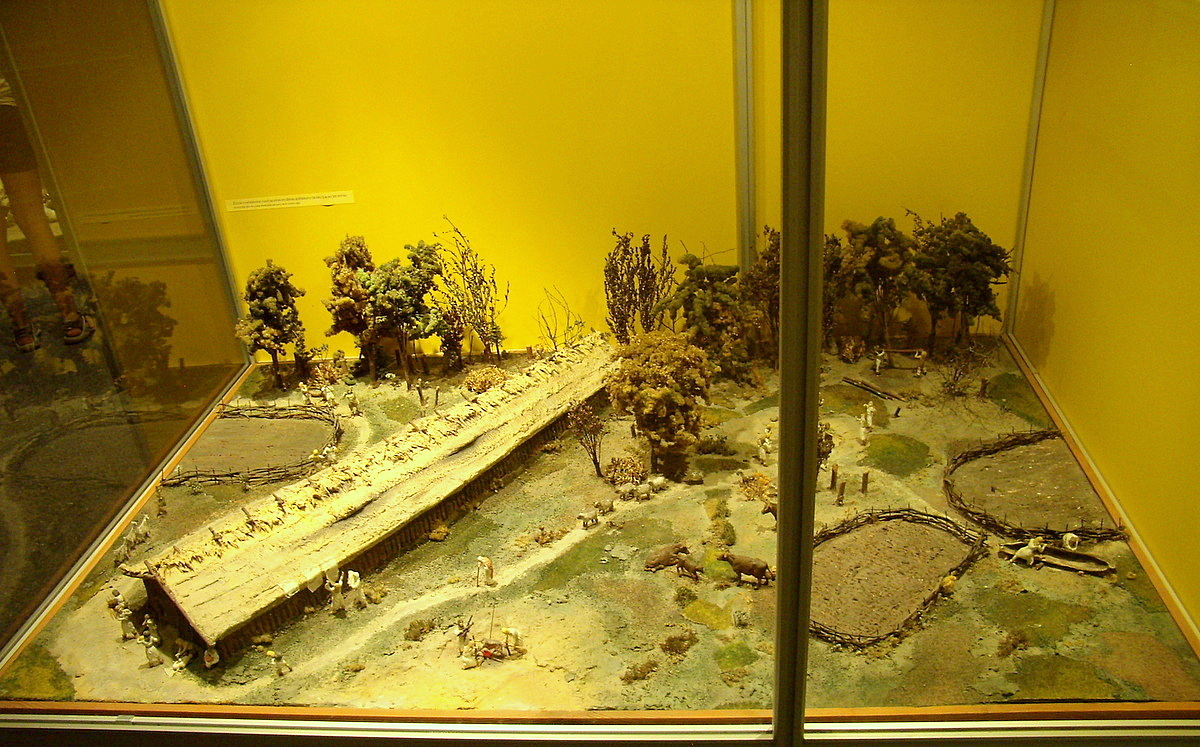
Réserve archéologique de Biskupin en Pologne
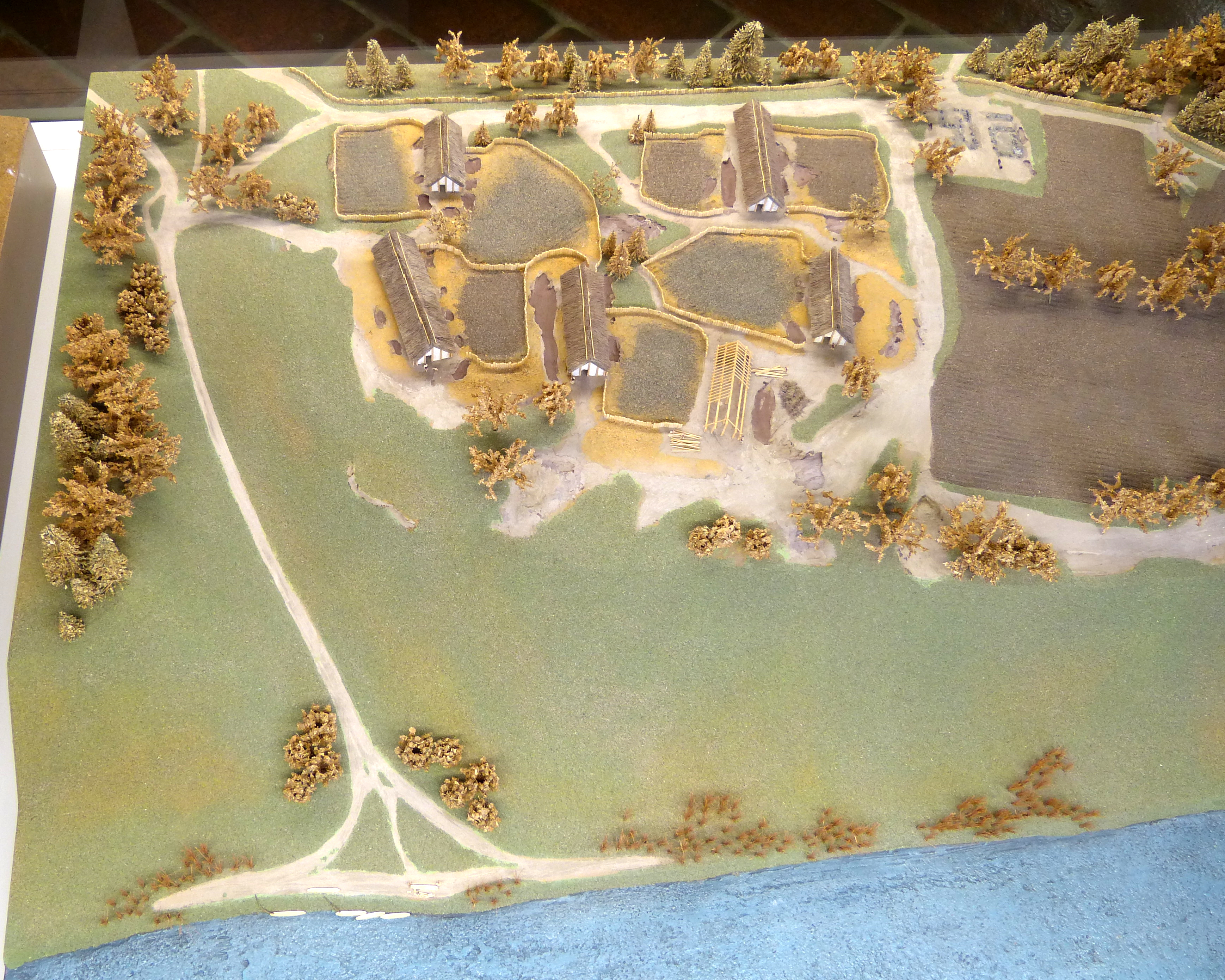
Musée archéologique de Kelheim (de) (Allemagne)
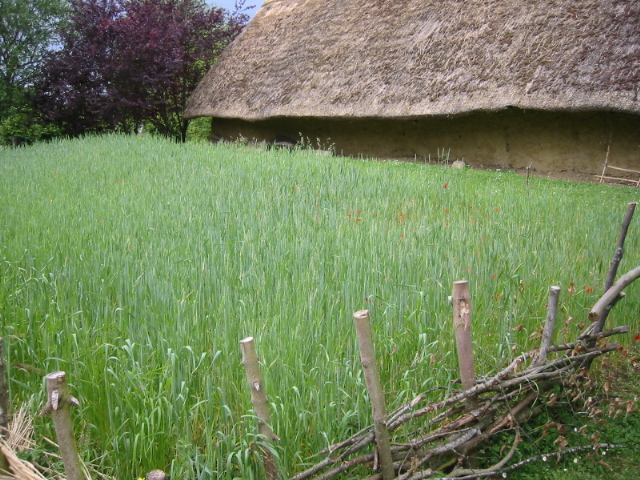
Archéodrome de Beaune en France
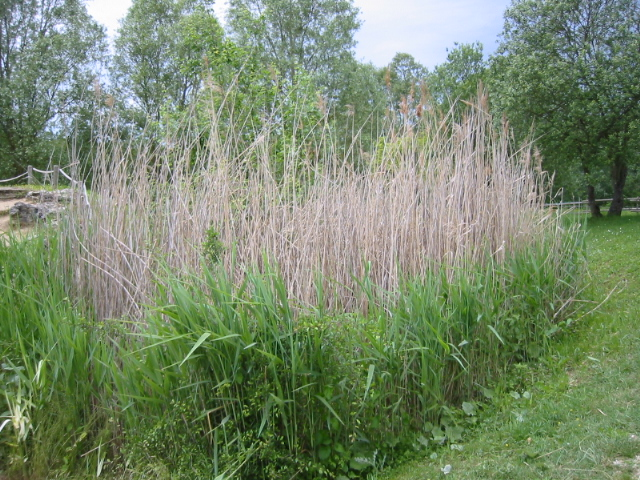
Archéodrome de Beaune en France

## Caractéristiques
À l'image des jardins médiévaux, les jardins néolithiques sont proches des zones d'habitations, généralement délimités et protégés par des fascines et plessis en branches tressées. 
L'homme du Néolithique cultive des plantes alimentaires des cultures fondatrices du Néolithique, en particulier des céréales (blé, orge, seigle, épeautre, engrain, avoine, millet...) et des plants utiles des prémices des jardins potagers et jardins médicaux (légumineuses, légumes secs, lentilles, pois, fèves... en Europe néolithique) ou selon divers autres régions du monde (riz, millet, mil, sorgo, igname, maïs, haricot, courge, pomme de terre...),. 

Quelques outils, poteries et céréales cultivées de la révolution néolithique
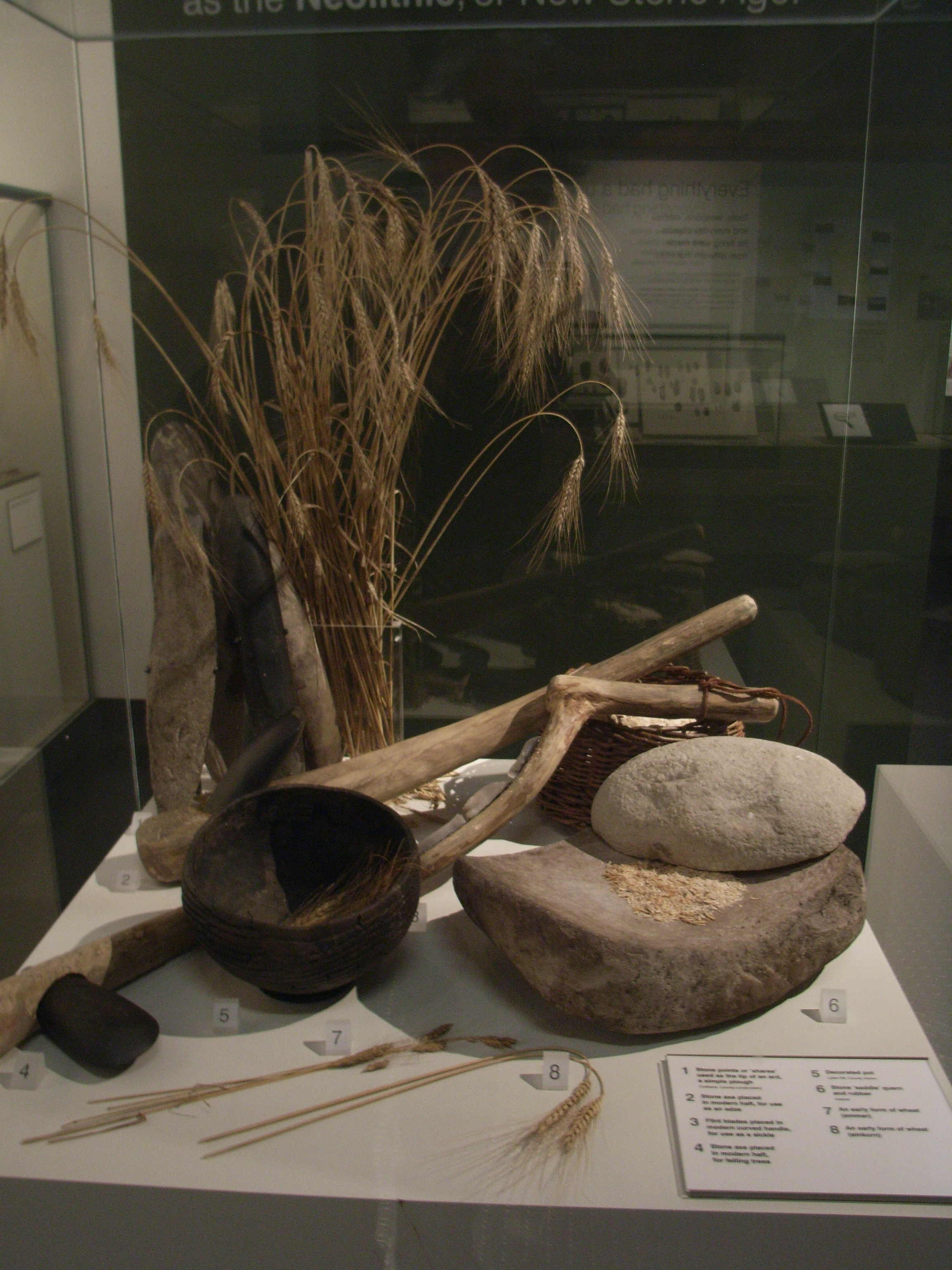
Agriculture néolithique
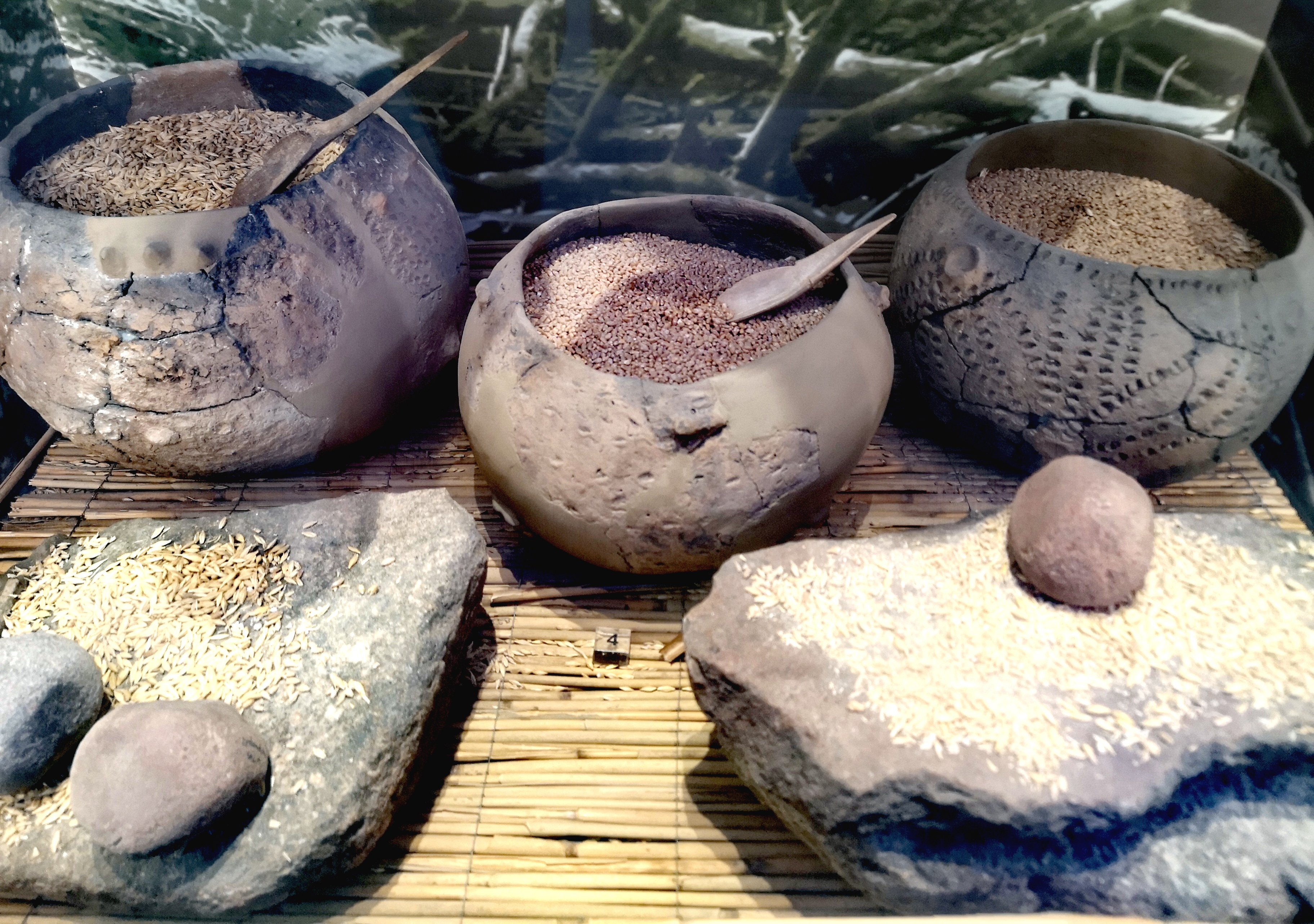
Poteries, meule à grains et mortier et pilon du Néolithique, pour moudre des céréales
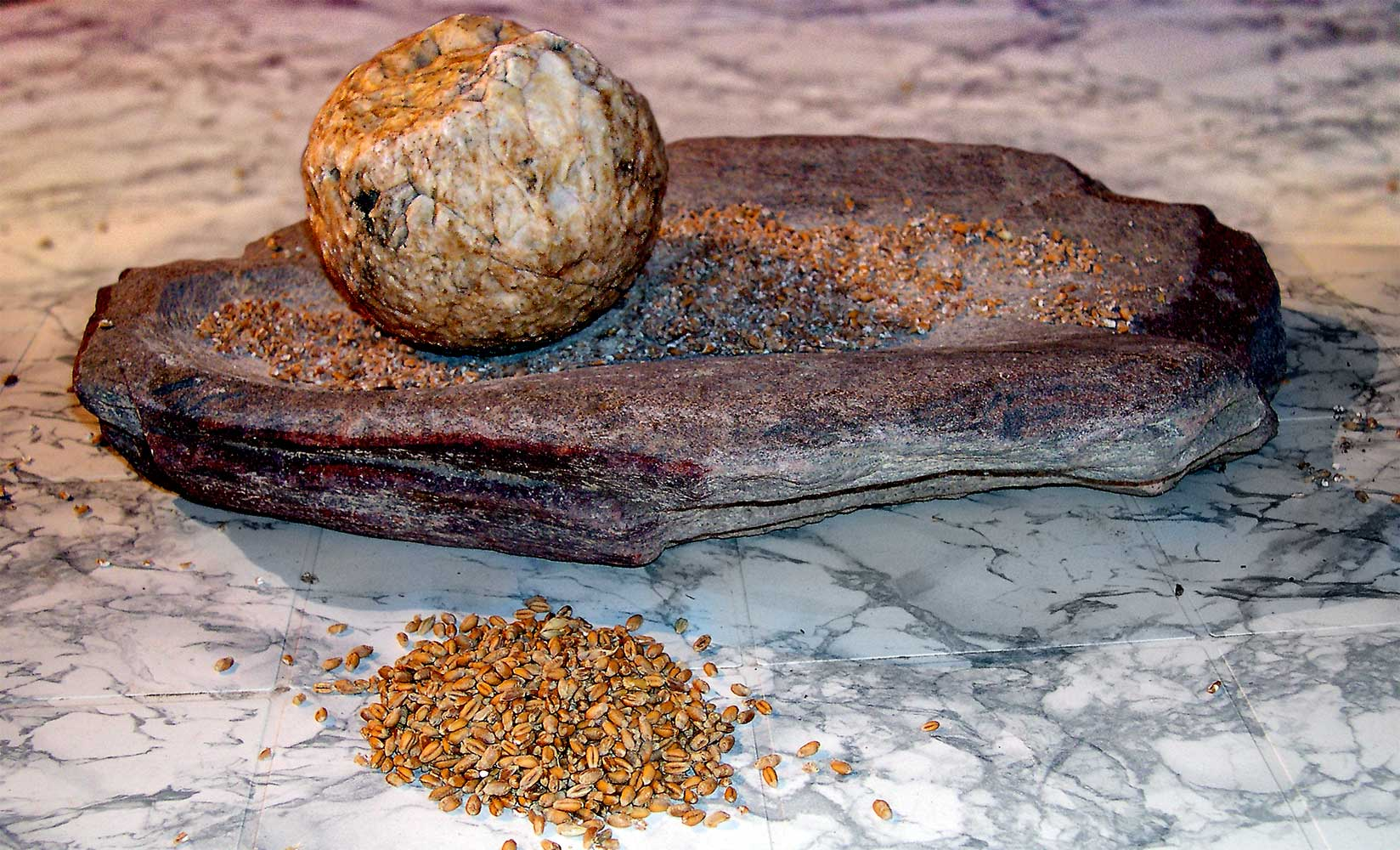
Meule et broyeur du Néolithique
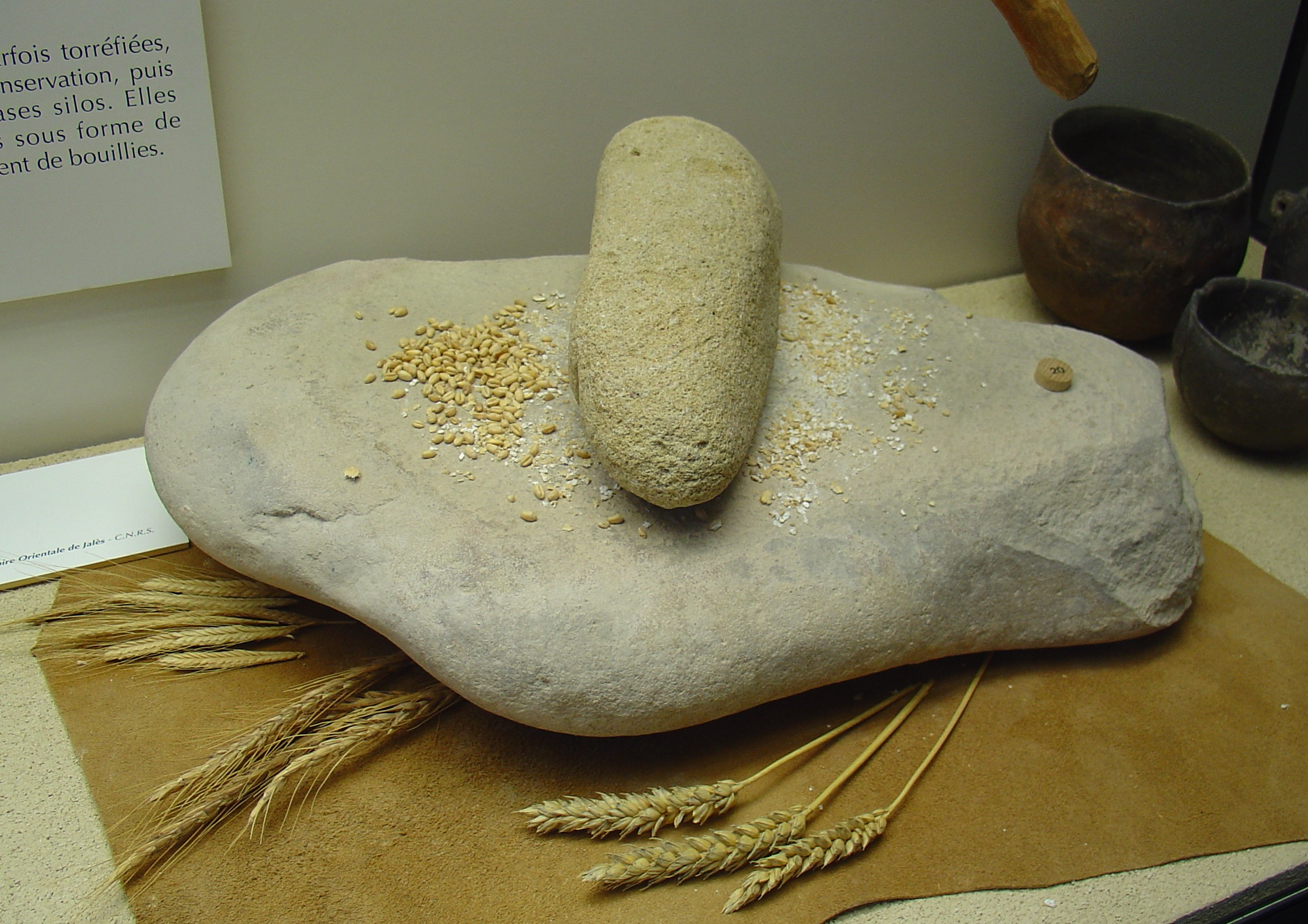
Meule et broyeur du Néolithique
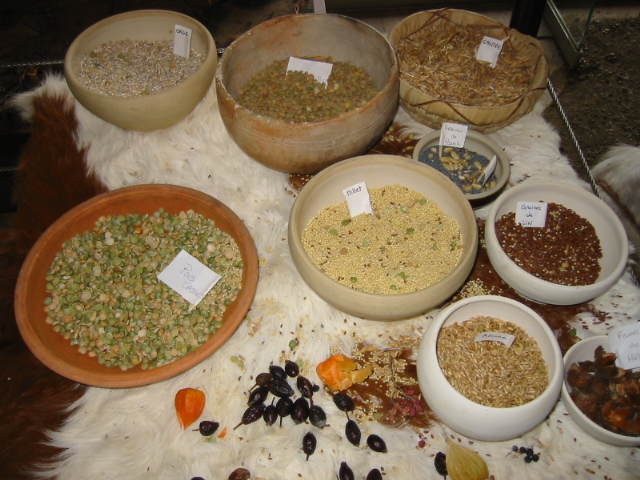
Archéodrome de Beaune en France